# Apathy and Exhaustion
Apathy and Exhaustion è il terzo album della band melodic hardcore The Lawrence Arms. Si tratta del primo lavoro pubblicato per l'etichetta Fat Wreck Chords di proprietà del cantante dei NOFX Fat Mike.

## Tracce
1. Porno and Snuff Films
2. The First Eviction Notice
3. Navigating the Windward Passage
4. Your Gravest Words
5. Boatless Booze Cruise Part 1
6. Brick Wall Views
7. The Corpses of Our Motivations
8. I'll Take What's in the Box, Monty"
9. Right as Rain Part 2
10. v3am QVC Shopping Spree Hangover
11. Abracadaver

## Formazione
- Chris McCaughan – voce, chitarra
- Brendan Kelly – basso
- Neil Hennessy – batteria